# Roger Kumble
Roger Kumble (* 28. Mai 1966 in Harrison, New York) ist ein US-amerikanischer Drehbuchautor und Regisseur.

## Leben und Wirken
Roger Kumble ist Sohn von Steven J. Kumble, einem bekannten Anwalt aus Connecticut. Kumble ist seit dem Jahr 2000 verheiratet und Vater zweier Kinder. Er studierte an der Northwestern University im US-Bundesstaat Illinois.
Sein Debüt als Regisseur gab er 1999 mit Eiskalte Engel. Zuvor war er nur als Drehbuchautor tätig. 1997 hatte er mit Pay or Play sowie D Girl zwei erfolgreiche Bühnenstücke in Los Angeles aufgeführt.
Seit seinem bis dahin letzten Kinofilm Reine Fellsache aus dem Jahr 2010 inszenierte Kumble zumeist einzelne Folgen verschiedener US-amerikanischer Fernsehserien. Er führte Regie in dem Netflix-Film Falling Inn Love von 2019. Mit After Truth (2020) inszenierte er die Fortsetzung zu After Passion und damit seinen ersten Kinofilm seit einem Jahrzehnt.

## Filmografie (Auswahl)

### Darsteller
- 1994: Blindkill (Unveiled)

### Drehbuch
- 1995: Die Chaos-Clique auf Klassenfahrt (Senior Trip)
- 1999: Eiskalte Engel (Cruel Intentions)
- 2000: Eiskalte Engel 2 (Cruel Intentions 2)
- 2023: Beautiful Disaster
- 2024: Beautiful Wedding

### Regie
- 1999: Eiskalte Engel (Cruel Intentions)
- 2000: Eiskalte Engel 2 (Cruel Intentions 2)
- 2002: Super süß und super sexy (The Sweetest Thing)
- 2003: Out of Order (Miniserie, eine Episode)
- 2005: Wild X-Mas (Just Friends)
- 2008: College Road Trip
- 2008: Kath & Kim (Fernsehserie, eine Folge)
- 2010: Reine Fellsache (Furry Vengeance)
- 2012–2017: Pretty Little Liars (Fernsehserie, 5 Folgen)
- 2013–2019: Suits (Fernsehserie, 12 Folgen)
- 2019 Pretty Little Liars: The Perfectionists (Fernsehserie, 2 Folgen)
- 2019: Falling Inn Love
- 2020: After Truth (After We Collided)
- 2023: Beautiful Disaster
- 2024: Beautiful Wedding